# Андреев, Герман Анатольевич
Ге́рман Анато́льевич Андре́ев (28 января 1966, Заполярный, Печенгский район, Мурманская область, РСФСР, СССР) — советский и российский футболист, защитник и полузащитник. Мастер спорта СССР (1988).
С 1994 живёт в Германии, работает тренером юношеской команды «Унион» (Берлин).

## Карьера
Футболом начал заниматься в городе Мукачево, затем продолжил обучение в СДЮШОР московского «Спартака», где его первым тренером был Анатолий Фёдорович Королёв. В 1983 году был в составе московского «Спартака», однако на поле не выходил.
В 1984 году перешёл в «Волгарь», где провёл за сезон 27 матчей и забил 3 мяча. В 1985 году перешёл в ростовский СКА, в составе которого дебютировал в высшей лиге СССР, где провёл 1 встречу.
В сезоне 1986 года вернулся в расположение московского «Спартака», но и в этот раз ни разу не сыграл.
В 1987 году провёл 17 матчей за калининскую «Волгу», после чего в том же году пополнил ряды «Ротора». В волгоградском клубе выступал до 1989 года, проведя за это время 34 встречи, из них 1 поединок в высшей лиге. В сезоне 1988 года стал вместе с командой серебряным призёром Первой лиги СССР. Завершал сезон 1989 года в «Кубани», сыграл 21 матч и забил 2 мяча в первенстве, и ещё 1 встречу провёл в Кубке СССР.
Сезон 1990 года начал в липецком «Металлурге», сыграл 20 матчей, после чего пополнил ряды камышинского «Текстильщика», за который выступал затем до 1991 года, проведя за это время 12 встреч.
В конце 1991 года уехал играть в Египет, выступал за местный клуб «Аль-Масри» (Порт-Саид).
В 1992 году играл за кишинёвский «Конструкторул» и московскую «Пресню». В сезоне 1993 года защищал цвета клуба «Звезда-Русь» из Городища, принял участие в 19 встречах команды и забил 3 мяча.
В 1994 переехал в Германию, где выступал несколько за сезонов за «Бабельсберг 03».
С октября 1999 — главный тренер «Бабельсберга». В начале 2002 покинул пост тренера, но уже через год вновь возглавил команду.
С июня 2003 по март 2004 — главный тренер ФК «Лейпциг». С марта по ноябрь 2004 возглавлял клуб «Галлешер».
Во 2-й половине 2005 работал в клубе «Ешильюрт-73» (Берлин).
В 2007—2009 — главный тренер клуба «Плауэн», в 2009—2010 — клуба «Ольденбург».
С августа 2010 года работает тренером в юношеской команде «1. ФК Унион» (Берлин).

## Достижения
- 2-е место в Первой лиге СССР (выход в Высшую лигу): 1988